# 黑人在纳粹德国遭受的迫害
納粹德國執政時期迫害非雅利安人，例如他們發動了納粹大屠殺、纳粹德国对同性恋的迫害及屠杀、吞灭以及東方總計畫，纳粹德国政府从未制定过针对黑人的大规模有组织灭绝计划，但纳粹们依旧认定黑人属于次等人類。

## 背景
甚至在第二次世界大战爆发前，德国社會就一直很难接受非裔-德裔混血公民。在当时的德国，法律是允许跨种族通婚的，自1890年代起，一些殖民地官员开始拒绝为新生的非德混血儿登記戶口，他们的理由是这些混血儿童属于低等人类，不符合優生學的標準。至1912年，对非德混血儿不予登记戶口成为了很多德国殖民地的官方政策，之后德国帝国议会爆发了一场针对跨种族婚姻合法性的争议。在争议中，有人提出了一大忧虑，即由非德跨种族婚姻而生的混血儿童将获得德国公民身份，因此就能来到德国享有与其他德国公民一样的选举权，亦能服兵役，还可像纯血统德意志人一样担任公职。
第一次世界大战过后，占领莱茵兰地区的法军中有非洲殖民地部队，他们中有些人和德国女性生下了孩子。德國新闻报纸因此反对法方派非裔部队驻扎莱茵兰，通常还会辅以令人毛骨悚然的非洲野蛮黑人士兵强奸无辜的德国女性的故事，这也就是所谓的“莱茵河上的黑色恐怖”。但莱茵兰当地人对这些黑人部队的态度却和媒体的宣传大不相同，可能的一个原因是，占领军中的法国本土军人已十分厌战，且对德国人心怀憎恶，而法国殖民地士兵对德国人则没那么苦大仇深，所以给当地人留下了“有礼貌、受欢迎”的印象。而且事实上，莱茵兰地区只有400至600名儿童是跨种族通婚的产物，而当时全德国的黑人总人口则在20000-25000之间。
阿道夫·希特勒在《我的奋斗》中提及了法国非洲殖民地士兵驻扎莱茵兰时与德国女性通婚而生的混血儿童，他表示白人血统“在欧洲中心的莱茵河畔被尼格罗血液”所污染。他认为“尼格罗人是被犹太人带到莱茵兰的”，他們最终目标就是凭借杂交来完全污染白种人的血统，进而拉低其文化和政治水准，以便让犹太民族统治欧洲。”他还在书中暗指莱茵兰杂种也是法国人的阴谋，因为法国人口的“尼格罗化”趋势已愈演愈烈。

## 莱茵兰绝育计划
納粹德國时期，在优生法律的规定下，单独以种族为强制绝育标准已远远不够，任何人都能申请为自己的未成年人进行绝育。1937年，在法国占领莱茵兰时期出生的那批混血儿童都已接近成年，经希特勒批准，盖世太保成立了一个特别委员会，负责“将每个莱茵兰杂种分别绝育”。目前尚且不知道那些未成年人得知了多少手术步骤，也不知道有多少对父母是迫于盖世太保的壓力才选择了同意。据估计，经该计划而遭绝育的儿童约有500人，其中包括年仅11岁的女孩。

## 平民生活
除了在莱茵兰执行的强制绝育计划以外，纳粹政权没有对非裔德国人制定过明确政策。例如，某地曾有地方官员向中央政府请愿，想让后者指导自己该如何解决当地一名屡教不改，不断进行刑事犯罪的非裔德国人的就业问题，得到的回应则是非裔德国人人口太少，无法针对他们制定任何官方政策，让他们看着办就行了。在当时的政治氛围下，非裔黑人在就业、福利、住房等方面都遭到歧视，也不能申请接受高等教育；他们在社会上遭到孤立，种族法令禁止他们与雅利安人发生性关系或结婚。黑人和犹太人、斯拉夫人以及罗姆人一同被視為劣等人。有些黑人在电影业中找到了工作，出演关于非洲殖民地的电影。其他人则被一個名為德国非洲秀的人類動物園團體所雇佣。 

## 在武装力量中
1935年5月21日颁布的强制服役法令规定，只有“雅利安人”才能参加軍隊，但依旧存在几个有据可考的非裔德国人服役于德意志國防軍或加入希特拉青年團等纳粹组织。
法國反布爾什維克主義志願軍團曾作为国防军的一部分前往东线作战，起初，该军团中约有200名非白人志愿者，主要来自法屬北非。北非战役期间，一大批外籍志愿者涌入德军部队，也导致一些国防军单位——比如自由阿拉伯軍團中出现了黑人。

## 非德裔黑人战俘
法军曾在1940年5月至6月的法國戰役中投入过大量黑人士兵，最终他们当中有12万人被俘。尽管大部分非裔法军士兵都来自法属北非，但依旧存在着相当数量的来自法屬西非和法屬馬達加斯加的兵员。尽管德方没有发布过针对黑人战俘的命令，但确实曾有部分德军将领私自把黑人战俘从法军被俘部队中挑出并草率处决。也有证据表明被德军俘虏的美陆军人员中的非裔美国人也遭受过类似处置。
由于德方没有制定过任何官方政策，德军对黑人战俘的态度也就各不相同，大部分黑人士兵在被俘后会得到战俘待遇，而不是被直接处决。但纳粹当局也从未惩处过针对黑人战俘的暴力行为。在战俘营中，德方将俘虏中的黑人和白人分开关押，黑人的生活条件要比他们的白人战友差不少。在战争末期，黑人战俘的生活条件已大幅恶化。大约有一半的法军殖民地部队战俘没能活到战争结束。北非人有时会被当作黑人对待，有时则会得到白人待遇。